# 창원보호관찰소
창원보호관찰소(蒼遠保護觀察所)는 법원으로부터 보호관찰을 조건으로 가석방된 사람들에 대하여 보호관찰을 실시하고, 사회봉사 및 수강명령 등을 통해 범죄예방 및 건전한 사회복귀를 지원하여 국민의 안전한 생활을 보호하기 위하여 설립된 대한민국 법무부 소속기관이다. 창원보호관찰소장은 서기관으로 보한다. 경상남도 창원시 성산구 창이대로532번길 32에 위치하고 있다.

## 연혁
- 1989년 7월 1일 마산보호관찰소로 개청(마산시 산호2동)
- 1992년 9월 2일 창원보호관찰소로 개칭

## 관할구역
- 경상남도 양산시를 제외한 경상남도 전역

## 소속기관
- 진주지소: 진주시 강남로167길 24 (진주시, 사천시, 남해군, 하동군, 산청군)
- 통영지소: 통영시 여황로 403-8 (통영시, 거제시, 고성군)
- 밀양지소: 밀양시 밀양대로 1856 (밀양시, 창녕군)
- 거창지소: 거창군 거창읍 거열로 121-1 (거창군, 함양군, 합천군)